# Salvia austriaca
Salvia austriaca es una planta herbácea de la familia de las lamiáceas. Es originaria de las zonas alpinas de Rusia y el este de Europa. 

## Descripción
La planta tiene una roseta basal de hojas de 1 m de diámetro, que desprenden un olor fétido cuando se rozan. Las hojas individuales alcanzan un tamaño de unos 30 cm de largo. El tallo de la inflorescencia crece hasta los 60 cm o más por encima de las hojas, con flores de color amarillo pálido en verticilos de seis o más que hacen una inflorescencia de 20-25 cm de largo.

## Taxonomía
Salvia austriaca fue descrita por Nikolaus Joseph von Jacquin y publicado en Fl. Austriac. (Jacquin) 2: 8. 1774
Etimología
Ver: Salvia
austriaca': epíteto geográfico que alude a su localización en Austria.
Sinonimia
- Elelis austriaca (Jacq.) Raf.
- Salvia bavarica Schrank
- Salvia distans (Moench) Pohl
- Salvia sclaraea Crantz
- Sclarea austriaca (Jacq.) Soják
- Sclarea distans Moench[3][4]